# Helen Hobbs
Pour les articles homonymes, voir Hobbs.
Helen Hobbs, née en 1952, est une biologiste moléculaire et généticienne américaine.  

## Carrière
Elle est professeur et directrice de recherches à l'École médicale du Sud-Ouest de l'université du Texas et au Howard Hughes Medical Institute. En 2016, elle a reçu le Breakthrough Prize in Life Sciences pour la découverte de variantes génétiques, qui modifient les niveaux et la distribution du cholestérol et autres lipides dans le corps humain. Cela a inspiré de nouvelles approches dans la prévention des maladies cardiovasculaires et des maladies du foie.